# Коммунистическая партия Сальвадора
Коммунистическая партия Сальвадора — левая политическая партия Сальвадора.

## История
Первые коммунистические группы в Сальвадоре появились в 1920-е годы. В 1929 году «Коммунистическая группа Сальвадора» приняла участие в конференции коммунистических партий Латинской Америки, прошедшей в Буэнос-Айресе в 1929 г., в работе состоявшегося в Монтевидео латиноамериканского профсоюзного съезда.
Партия была создана 30 марта 1930 года активистами рабочего и профсоюзного движения, среди которых были Мигель Мармоль, Модесто Рамирес и Фарабундо Марти. Первым Генеральным секретарём ЦК стал Луис Диас (плотник по специальности), секретарём по организационным вопросам — Виктор Мануэль Ангуло (учитель), секретарём по пропаганде — Хуан Кампос Боланьос (учитель). После организационного оформления, в качестве низовых партийных организаций и представительств по территориальному принципу были созданы местные комитеты, в состав которых входили 8-20 человек.
В условиях начавшегося экономического кризиса и ухудшения условий жизни широких масс населения страны 1930—1932 годы влияние партии расширялось, её представители вошли в руководство Региональной федерации трудящихся Сальвадора. На президентских выборах 1931 года победу одержал поддержанный коммунистами Артуро Араухо, однако в декабре 1931 года после военного переворота к власти пришел генерал Максимилиано Эрнандес Мартинес.
Партия приняла активное участие в восстании 1932 года и понесла тяжёлые потери, существовавшая ранее организационная структура была разгромлена, а уцелевшие активисты перешли на нелегальное положение или были вынуждены эмигрировать в другие страны Центральной Америки. В 1933 году был образован новый состав Центрального комитета, но с целью уменьшить потери от репрессий, численность партийных ячеек была ограничена до 3-4 активистов.
По состоянию на 1938 год, в составе коммунистической партии (при наличии единого руководства в лице Центрального комитета) выделились три «течения», которые возглавляли Мигель Мармоль, Тоньо Диас и Ампарита Куасаделупа.
В 1944 году партия приняла решение участвовать в восстании против Э. Мартинеса в качестве частных лиц, а не членов партии и использовать предоставленные ситуацией возможности для привлечения новых сторонников, ведения агитации и разъяснительной работы с населением.
В мае 1944 года партия участвовала во всеобщей забастовке против Э. Мартинеса.
После свержения диктатуры Мартинеса 9 мая 1944 коммунисты получили возможность некоторое время действовать открыто, ряд активистов вошли в руководство созданной рабочей партии «Национальный союз трудящихся»:
- генеральный секретарь НСТ: коммунист Алехандро Дагоберто Марракин;[3]
- секретарь по вопросам агитации: коммунист Карлос Альварадо;[3]
- секретарь по финансовым вопросам: коммунист Луис Диас;[3]
- секретарь по организационным и административным вопросам: коммунист Мигель Мармоль;[3]
- редактор газеты «Вангуардиа» («Авангард»): Абель Куэнка, беспартийный сторонник.[3]

Однако после военного переворота 21 октября 1944 деятельность коммунистической партии вновь оказалась вне закона, НСТ был запрещен.
В августе 1946 года состоялся II съезд партии, на котором был принят устав КПС.
В 1948 году состоялся III съезд партии, на котором была принята «Программа национального единства».
В августе 1950 года прошёл IV съезд партии.
В период с февраля 1961 до начала 1964 года КПС являлась сторонником вооруженной борьбы, однако в марте 1964 года на V съезде было принято решение о приходе к власти парламентским путём, через победу на выборах, усилении общественной и политической работы с населением.
1 апреля 1970 года тогдашний генеральный секретарь Коммунистической партии, Сальвадор Каэтано Карпио вышел из состава КПС и создал вместе с «профсоюзным крылом» партии первую самостоятельную вооружённую организацию левой оппозиции: «Народные силы освобождения имени Фарабундо Марти» (Fuerzas Populares de Liberación «Farabundo Martí», FPL). Однако в это время большинство членов КПС не поддержало позицию С. К. Карпио, считая, что возможности легальной борьбы ещё далеко не исчерпаны.
В августе 1970 года прошёл VI съезд партии.
В 1971 году при участии КПС был создан «Национальный союз оппозиции» (UNO) — коалиция оппозиционных политических партий, выдвинувшая единого кандидата на пост президента страны.
В ноябре 1975 года был убит Р. А. Карранса — член Политической комиссии и Секретариата ЦК КПС, генеральный секретарь Единой профсоюзной федерации Сальвадора.
В 1975 году были сформированы первые, непостоянные «группы самозащиты», которые с 30 июля 1975 года обеспечивали охрану митингов, демонстраций и иных массовых мероприятий, а также несли дежурство в помещениях партийных комитетов, типографий.
20 февраля 1977 года, после избрания президентом генерала Карлоса Умберто Ромеро, коммунисты организовали демонстрацию протеста на площади Либертад в Сан-Сальвадоре, но демонстрантов разогнала полиция.

## Партия в период гражданской войны (1980—1992)
В апреле 1979 года VII съезд КПС утвердил документ «Обоснования и тезисы генеральной линии партии», в котором принял курс на вооруженную борьбу, после этого на базе имевшихся «групп самозащиты» и «групп революционного действия» (Grupos de Accion Revolucionaria, GAR) при партийных ячейках КПС и «Союза молодёжи» было создано собственное боевое формирование — «Вооружённые силы освобождения» (Fuerzas Armadas de Liberación, FAL).
В июне 1979 года группа членов партии и коммунистической молодежи была направлена в Никарагуа для оказания интернациональной помощи Сандинистскому фронту национального освобождения.
В течение лета 1979 года силы FAL провели несколько операций по реквизиции оружия, в ходе которых было убито несколько полицейских.
18 ноября 1979 года ЦК КПС опубликовал заявление к правительству с требованием немедленно отменить осадное положение, освободить политических заключённых, обеспечить свободу деятельности политических и профсоюзных организаций и начать переговоры с оппозицией.
В апреле 1980 года при участии компартии был создан Революционно-демократический фронт Сальвадора.
В 1980 году КПС вместе с четырьмя другими левыми партиями страны было образовано движение Фронт национального освобождения имени Фарабундо Марти (ФНОФМ), в дальнейшем совместно с другими организациями ФНОФМ и участии компартии Сальвадора началось издание газеты «Venceremos!».
В состав подразделений FAL входили не только коммунисты, однако в каждом взводе была сформирована партийная ячейка, в партизанском отряде или соединении — имелся политический комиссар, а в каждом базовом лагере — «промежуточный комитет». Вместе с тем, в FAL строго соблюдался принцип единоначалия.
В целом, FAL являлась третьей по численности из пяти организаций ФНОФМ, по состоянию на 1990 год её общую численность оценивали в 2 тыс. бойцов. Политическим руководителем FAL являлся генеральный секретарь КПС Шафик Хорхе Хандаль.

#### Структура вооруженных формирований FAL
- «силы специального назначения» (FES)[11]

- взвод «коммандос» U-24
- взвод «коммандос» батальона BRAC (COBRAC)
- отряд «городских коммандос» «Pedro Pablo Castillo»

- «стратегические мобильные силы»[11]

- батальон «Rafael Aguiñada Carranza» (BRAC)
- батальон «Rafael A. Torres» (BRAT)

- местные партизанские отряды и «народная милиция» (guerrilleros milicianos)[11]

После подписания мирных соглашений в 1992 году вооружённые формирования FAL были демобилизованы.

## Современное состояние
5 августа 1995 года состоялся IX съезд партии, на котором партия самораспустилась и, под названием «коммунистическое течение», вошла в состав ФНОФМ. В 2004 году Шафик Хандаль, который с 1973 года был генеральным секретарем компартии Сальвадора, был выдвинут кандидатом в президенты от ФНОФМ.
27 марта 2005 года на встрече сальвадорских коммунистов было принято решение о воссоздании коммунистической партии. 17 декабря 2006 года была вновь создана Коммунистическая партия Сальвадора.